# Giorgio Castelli
Giorgio Castelli (Parma, 28 agosto 1951) è un ex giocatore di baseball italiano.
Viene considerato come uno dei giocatori italiani più forti di sempre.

In suo onore il Parma Baseball e la Nazionale hanno ritirato il numero 24

## Biografia
Nasce a Parma nel 1951 e venne subito affascinato dal mondo del baseball. Giocò la sua prima partita a 7 anni contro una squadra di bambini in una base militare vicino a Vicenza.
Le sue abilità furono tali che nel 1968 andò negli USA a svolgere uno stage con la formazione dei Cincinnati Reds che gli propose un contratto per giocare in AA, ma rifiutò per non rischiare di non poter giocare più a baseball in Italia.
In Italia giocò tutta la sua carriera nella squadra della sua città arrivando a vincere 4 scudetti, due Coppe Italia, 3 Coppe del Mediterraneo e 5 Coppe dei Campioni.
In nazionale otterrà 124 presenze e diversi secondi posti ai campionati europei

## Palmarès

### Competizioni nazionali
- Campionati italiani: 4

Parma: 1976, 1977, 1981,  1982
- Coppa Italia: 2

Parma: 1969, 1971

### Competizioni internazionali
- Coppa dei campioni: 5

Parma: 1977, 1978, 1980, 1981, 1983